# Лудия кон
Лудия кон (на английски: Crazy Horse, на лакотски: Tȟašúŋke Witkó, на МФА:tχaʃʊ̃kɛ witkɔ според стандартния лакотски правопис) е военен вожд на индианците от племето оглала-лакота.
Взема дейно участие в Голямата сиукска война от 1876–77 и разгрома на ген. Къстър при Литъл Бигхорн. Убит е на 5 септември 1877 г., при опит за арестуването му във форт Робинсън, от американски войник.

## В киното
- През 1955 година е заснет „Вождът Лудия кон“. Режисьор Джордж Шърман. В ролите: Виктор Матюр, Сюзън Бол, Джон Лънд, Джордж Шърман.
- През 1996 година – „Лудия кон“. Режисьор Джон Ървайн. В ролите: Майкъл Грейейс, Виктор Арън, Натаниъл Арчанд, Франки Авайна.